# على رصيف العمر
على رصيف العمر هي رواية للكاتب الفلسطيني حسن سامي يوسف، تتكون من 31 فصلاً. صدرت عن دار ورد للنشر والتوزيع سنة 2020، ويقع المؤلف في 408 صفحة.

## نبذة
تدور أحداث الرواية في دمشق خلال فترة الحرب السورية. وتستعرض حياة أمجد، الشخصية الرئيسية، وتجاربه مع الفقر والعار، وحبه المعقد لوداد. عبر سرد متشابك، تُظهر الرواية التحديات التي تواجهها الشخصيات في حي عشوائي، تجمع بين المتناقضات بين الأمل واليأس، الحب والفقدان، والبحث عن الكرامة في ظل الظروف الصعبة. تتناول الرواية أيضاً تأثير الحرب على حياة الناس والمجتمع عامة، وتستخدم هذه الأخيرة لغة شعرية للتعبير عن تجارب إنسانية معقدة.

## أبرز أبطال الرواية
- أمجد: الشخصية الرئيسية في الرواية، يعكس صراعاته الداخلية مع الفقر والعار، وحبه لشخصية وداد.
- وداد: زوجة أمجد الأولى، شخصية متعددة الأبعاد تعكس رغبتها في المساواة وملاحقة مستقبلها.
- سلمى: زوجة أمجد الثانية، تمثل البعد الواحد الخيّر في الرواية.
- سامر: صديق أمجد الأول، شخصية تُضيف قوة للحبكة بموته في المعتقل.
- سيدرا: صديقة الروح لأمجد، يتواصل معها عبر الرسائل.[5]